# Lamine Sakho
Pour les articles homonymes, voir Sakho.
Lamine Sakho, né le 28 septembre 1977 à Louga, est un footballeur international sénégalais qui évolue au poste d'attaquant.
Sakho compte deux sélections en équipe du Sénégal. Il a participé à la Coupe d'Afrique des nations 2004 avec cette équipe.
Lors de l'intersaison 2009, il participe au stage de l'UNFP destiné aux joueurs sans contrat.
En janvier 2012, Lamine Sakho signe un contrat fédéral de 24 mois au sein du club marseillais du Groupe Sportif Consolat.

## Repères
- Premier match en Ligue 1 le 31 juillet 1999, RC Strasbourg-RC Lens (1-0).
- Premier but en Ligue 1 le 19 septembre 1999, Le Havre AC-RC Lens (1-1).